# Gnathotrusia hopfferi
Gnathotrusia hopfferi är en fjärilsart som beskrevs av Johannes Karl Max Röber 1914. Gnathotrusia hopfferi ingår i släktet Gnathotrusia och familjen praktfjärilar. Inga underarter finns listade i Catalogue of Life.